# Калиакра
 Тази статия е за носа и крепостта.  За други значения вижте Калиакра (пояснение).  
Калиа̀кра (Геларе) е дълъг и тесен нос на българското северно черноморско крайбрежие, в югоизточната част на Добруджанското плато.
Намира се близо до селата Българево и Свети Никола, на 12 км от Каварна, на 60 км от областния център Добрич и на 70 километра североизточно от Варна. Представлява полуостров вдаден на 2 км навътре в морето. Калиакра е природен и археологически резерват и един от Стоте национални туристически обекта. Тук гнезди аристотелевият корморан и могат да се наблюдават делфини.
Брегът при нос Калиакра е клифов тип, отвесните скали се спускат 70 метра надолу до морето. Скалите представляват твърд сарматски варовик и конгломерати, споени с глина, богата на железни окиси, които дават характерния червеникав оттенък. Прибойните вълни са издълбали в подножието им пещери, ниши, подмоли и арки, до които може да се стигне само откъм морето. Множеството подводни скали са резултат на силната абразия.
Заливът, образуван от нос Калиакра, представлява много добро убежище при буря за минаващите оттук кораби. На носа има музей, ресторант, морски фар, морска радиолокационна станция, метеорологична станция и параклис.

## История
Най-ранните населения на носа датират от 4 век пр.н.е., когато областта е била населявана от тракийското племе тиризи. Те дават и първото му име – Тиризис.
Античният географ Страбон, описвайки Калиакра, казва, че тук е била столицата на цар Лизимах, един от наследниците на Александър Македонски и управител на Тракия. Той криел в пещерите край носа несметните си съкровища, заграбени още при походите срещу Персия. В елинистичната епоха по-навътре към сушата е била построена втора крепостна стена, а в римско време тракийската крепост е разширена. През 341 – 342 година се дострояват кръгли кули, има вече външен и вътрешен град. Във втората половина на 4 век още по-навътре от края на носа е изградено трето укрепление с 10-метрови стени, дебели 2,90 м. При археологически разкопки, извършени през 20 век, на Калиакра са открити останките на антични и раннохристиянски некрополи.
През 5-6 век, според Хиерокъл, крепостта (вече под името Акре Кастелиум или просто Акра – нос) придобива значението на укрепено ядро срещу прииждащите варварски племена и е един от 15-те града на провинция Скития. През 513 г. край Калиакра се разразява битка между въстаналия военачалник Виталиан и византийския император Анастасий I. В следващите векове селището и крепостта се развиват, но според някои изследователи през 7 век настъпва упадък, защото славяни и прабългари не са проявили интерес за заселване на това място. В източници от 10 век се срещат имена Тетрасида и Тетрасиада; Тетрисиас, Триса, Тириза и Тириста.
Най-ранно датираната западноевропейска карта, в която се споменава съвременното наименование Калиакра, е тази на италианеца Петрус Весконте от 1318 г. В други италиански карти и съчинения от 14 век носът се описва и като Capo Calacria или Calacria. Немският оръженосец Ханс Шилтбергер описва носа като Калацерка, което произлиза от „καλός“ – красив/добър и „τσέρκι“ – обръч, като се има предвид трите стени на Калиакренската крепост. В състава на Българския военноморски флот от Първата световна война се е числял миночистачен катер с името „Калацерка“.
Най-голям разцвет Калиакра изживява през втората половина на 14 век, когато е столица на Карвунското княжество (деспотство) на българските владетели Балик и Добротица. То обхваща североизточните български земи, откъснати от централната власт. На името на Добротица е наречена и областта Добруджа, което е турското произношение на името му. Писмени сведения говорят за мощен средновековен град, в който владетелят сече собствени монети и превръща крепостта в църковно средище. Днес на носа има останки от крепостните стени, съхранени са още част от водопровода, баните и резиденцията на княза. Деспотите на Калиакра първи от родните владетели започват изграждането на военноморски флот. Галерите на Добротица участват в успешни бойни операции в Черно море. През 1393 – 1394 г. Карвунското княжество става едно от последните български владения, които попадат под османско владичество.
През 1402 г. влашкият войвода Мирча Стари завзема земите около Калиакра, но по-късно същата година отново е окупирана от османските войски. През 1444 г. до нос Калиакра спрели рицарските войски на полският и унгарски крал Владислав III Варненчик в похода си срещу Османската империя. В старите турски законници Калиакра се споменава като пристанище с митница Килагра или Челигра бурун.
На 31 юли 1791 г. край бреговете на Калиакра се разразява най-голямата морска битка в Черно море. Руската ескадра, водена от адмирал Фьодор Ушаков разбива многократно превъзхождащата го турска армада на Хюсеин паша. С тази победа завършва Руско-турската война от 1787 – 1792 г. На носа е поставена плоча с барелеф на руския адмирал, а по повод 215 години от победата, на 10 август 2006 г. е издигнат и негов паметник. Монументът представлява фигура в цял ръст и е поставен на възвишение, от което се вижда морето.

### Легенди
Най-известната легенда е за 40-те български девойки, които завързват косите си една за друга и се хвърлят в морето, за да не попаднат в ръцете на османските поробители. Една от тях била Калиакра, на която е кръстен носът. Сега в началото на нос Калиакра има обелиск, наречен „Портата на 40-те девици“ в тяхна памет.
Друга легенда е за Свети Никола, покровителят на моряците. Светецът бягал от турците и Бог удължавал земната твърд под краката му, за да успее да избяга, като по този начин бил създаден и носът. В крайна сметка той бил заловен и сега там има изграден параклис, реставриран през 1993 година, символизиращ гроба му. На това място по време на турското владичество е имало и дервишки манастир, за когото се твърдяло, че съхранява мощите на турския светец Саръ Султук. Малък нос северно от Калиакра носи името „Свети Никола“.

## Природа
Калиакра е една от първите защитени територии в България, обявен за природен резерват през 1941 г. Днес защитената зона обхваща сухоземна територия и акватория с обща площ 687,5 хектара. Калиакра е единственият резерват в България, включващ и защитена морска акватория.
Природният резерват е единственото място в България, където се срещат степни тревни съобщества (степта Калекайря). През 1981 г. в морските пещери под носа все още се среща тюленът-монах. Тук могат да се наблюдават делфини, аристотелеви корморани, скален кос, папуняк, дебелоклюна чучулига, черногърбо каменарче и други редки видове, общо 32 вида птици по платовидната част и още 12 по скалните корнизи.
На север от Калиакра се намират две малки влажни зони – Болата и Тауклиман („Птичия залив“). Тук гнездят интересни водолюбиви птици – малък воден бик, малък гмурец, патици. Неизмеримо богати са тези места по време на прелет, когато повече от 150 вида птици спират за почивка и хранене. Околните скални масиви са убежище на бухала, белоопашатия мишелов, застрашени от изчезване влечуги, включени в Червената книга на България.

### Климат
| Климатични данни за Калиакра                                                                                       | Климатични данни за Калиакра | Климатични данни за Калиакра | Климатични данни за Калиакра | Климатични данни за Калиакра | Климатични данни за Калиакра | Климатични данни за Калиакра | Климатични данни за Калиакра | Климатични данни за Калиакра | Климатични данни за Калиакра | Климатични данни за Калиакра | Климатични данни за Калиакра | Климатични данни за Калиакра | Климатични данни за Калиакра |
| Месеци | яну.                         | фев.                         | март                         | апр.                         | май                          | юни                          | юли                          | авг.                         | сеп.                         | окт.                         | ное.                         | дек.                         | Годишно                      |
| Средни температури (°C)                                                                                            | 0,8                          | 2,2                          | 4,3                          | 9,0                          | 14,6                         | 19,6                         | 22,3                         | 22,5                         | 18,9                         | 14,2                         | 9,4                          | 4,4                          | 11,8                         |
| Средни месечни валежи (mm)                                                                                         | 38                           | 32                           | 24                           | 30                           | 34                           | 40                           | 25                           | 22                           | 30                           | 42                           | 53                           | 42                           | 412                          |
| --- | ---------------------------- | ---------------------------- | ---------------------------- | ---------------------------- | ---------------------------- | ---------------------------- | ---------------------------- | ---------------------------- | ---------------------------- | ---------------------------- | ---------------------------- | ---------------------------- | ---------------------------- |
| Източник: Пенин, Румен. Природна география на България. София, Булвест 2000, 2007. ISBN 978-954-18-0546-6. с. 227. |                              |                              |                              |                              |                              |                              |                              |                              |                              |                              |                              |                              |                              |

### Туризъм
По десния бряг на нос Калиакра, от крепостта се спуска алея до изградения в една от пещерите оригинален двуетажен ресторант със 160 места в пещерата и 200 места на открито. Втора алея отвежда туристите към друга, по-малка пещера, в която е разположен музей с ценни археологически експонати. Там се намира и печатът на Български туристически съюз (работно време: 10:00 – 19:00 ч. без почивен ден).
През август 2006 г. нос Калиакра е оборудван със система за художествено осветление, състояща се от над сто цветни прожектора, което го превърна в красива нощна морска атракция.

### Екология
През 2006 г. смесеното дружество „Калиакра Уинд Пауър“ АД получи сертификат за инвестиция първи клас за проекта си „Ветроенергиен парк Калиакра“. Инвестиционният предвиждаше изграждане в землището на село Българево, община Каварна, на обща площ от 2700 дка на вятърна електроцентрала, състояща се от 33 ветрогенератора с обща мощност 33 MW. Жителите на Българево изразиха протест срещу изграждането на големи ветроенергийни паркове в непосредствена близост до селото, в района на носа. Според местните хора, поставянето на многобройни ветрогенератори ще наруши условията за живот в селото, ще унищожи застрашените степни екосистеми и птици и ще намали възможностите за развитие на туризма. Протестите на жителите на селото, както и негативните становища на Българско дружество за защита на птиците, други НПО и експерти повлияха на инвеститорите, които оттеглиха инвестиционното си намерение. В крайна сметка ветрогенераторите са построени.
В началото на 2007 г. е одобрен проект за строителство на ваканционно селище от затворен тип на брега в местността Калекайря край нос Калиакра. Комплексът в арабски стил „Ажур дел мар“ ще е на стойност 136 млн. евро и се предвижда да има 1000 апартамента, чиято цена ще е между 45 и 260 хил. евро.
Според екозащитници, строителството е прекалено близо до резервата и създава опасност за съществуващите екосистеми. Има предложение за включване на местността в мрежата Натура 2000.
На няколко километра от Калиакра вече се изграждат голф игрище Kaliakria Golf and Sea Apartments и вилно селище Kaliakria Hills.

## Значение

### Морска навигация и локация
Поради местоположението му нос Калиакра е особено важен за корабната навигация в Черно море. Светлинната навигация на носа се споменава в турски източници още през 13 век. Известно е, че в периода на османското владичество в Черно море е имало активно корабоплаване и на по-големите носове са действали морски фарове. През 1856 – 1866 френско дружество изгражда по българските земи седем фара, един от които е на Калиакра. При Шабленското земетресение през 1901 г. фарът се пропукал и било необходимо да се изгради нов. При градежа му са използвани дялани камъни от крепостните стени. Новата бяла кръгла кула била висока 9,7 м и бялата светлина проблясва от 67,6 м надморска височина. Между двете световни войни Калиакра се намира в румънска територия. През 1926 г. са построени жилищните помещения, от 1927 г. е поставен радиофар, а през 30-те години е модернизиран и фарът. През 1955 г. отново е направена модернизация, а край фара е поставен наутофон. В мъгла сирената издава звуков сигнал на всеки 30 секунди, който представлява морзовия знак „К“. През 2002 г. Калиакра става част от новата навигационна система по българското Черноморие по технологията VTMIS. До фара действат още метеорологична станция и военна радарна станция.

### Радиопредавателна станция
През 1986 г. между село Българево и нос Калиакра е започнато строителство на голям радиопредавателен център за излъчване на средни вълни. Изградени са 9 антенни мачти, с височина от 145 до 172 м, като е било предвидено да бъдат построени десет, но последната и до днес стои незавършена. Общата мощност на предавателните съоръжения е трябвало да достигне 1000 кВт. Геостратегическите промени след 1989 г. прекъсват строителството, през 1993 – 1994 г. се водят преговори с „Гласът на Америка“, Би Би Си и „Дойче веле“ за отдаване под наем на част от предавателите, но до използване на станцията по предназначение така и не се стига. На 7 май 2005 г. са официално открити нови УКВ предаватели на програма Хоризонт и Радио Варна на БНР, разположени на две от необорудваните мачти. На 21 юли 2005 г. влиза в експлоатация и предавател на Дарик Радио. Радиопрограмите, излъчени оттук, се чуват в Източна Добруджа, по цялото северно Черноморие, както и в някои части на Румъния, Украйна и Молдова.

## С името Калиакра
Кораби
- През 1896 г. във флотския арсенал в Русе започва строителството на морския парен катер „Калиакрия“. Корабът е осветен на 26 октомври 1898 г. във Варна. През 1926 г. е напълно обновен и вече с името „Калиакра“, катерът бил предаден на Морската полицейска служба.[3]
- В памет на битката при нос Калиакра от 1791 г., през 1915 г. ескадрен миноносец на руския черноморски флот е наречен „Калиакрия“. След 1926 г. кораба носи името „Дзержинский“.[4]
- Миночистачен катер „Калацерка“ (едно от старите имена на Калиакра) е построен в Хамбург, Германия. Закупен от българското правителство през 1916 г. за борба с минната опасност по черноморското крайбрежие. През Втората световна война „Калацерка“ е зачислен в 1-ви миночистачен дивизион на Минната отбрана във Варна. По време на войната корабът е бракуван поради износване на корпуса.[5]
- „Калиакра“ е името и на военен учебен кораб, построен през 1947 г. в България. Днес се използва за туристически плавания по българското Черноморие.[6]
- В наши дни „Калиакра“ е един от двата български ветроходни кораба (заедно с „Роял Хелена“). Той е баркентина, построен е през 1984 г. в Гданск, Полша. Всяка година участва в международни регати.

Други
На Калиакра е наречена улица в квартал „Лозенец“ в София (Карта).